# Saurostomus
Saurostomus es un género extinto de peces óseos prehistóricos que vivió durante la primera etapa del Toarciense. Fue descrito científicamente por Louis Agassiz en 1843.

## Especies
Clasificación del género Saurostomus:
- † Saurostomus (Agassiz 1843)
  - † Saurostomus esocinus (Agassiz 1843)[2]